# Doctorul Judym
Doctorul Judym (în poloneză Ludzie bezdomni) este un roman din 1900 al scriitorului polonez Stefan Żeromski.